# Le Chœur
Le Chœur (en persan: Hamsarâyân ; همسرایان) est un court métrage dramatique iranien sorti en 1982, écrit et réalisé par Abbas Kiarostami.

## Synopsis
Un vieux monsieur sourd, muni d'un sonotone, enlève l'oreillette quand ce qu'elle lui donne à entendre ne lui plaît pas, notamment le bruit du marteau piqueur dans la rue. Malheureusement ses petites filles quittent l'école à midi pour venir manger et il ne les entend pas sonner. Elles cherchent à attirer son attention et reçoivent, avec le temps qui passe, l'aide de toutes les filles de l'école : le grand-père finit par entendre !

## Fiche technique
- Titre : Le Chœur
- Titre original : Hamsarâyân
- Réalisation et scénario : Abbas Kiarostami
- Format : couleur - Son : mono
- Genre : Court métrage dramatique
- Durée : 17 minutes
- Date de sortie :  Iran : 1982